# BC Place
Il BC Place è uno stadio polifunzionale situato a Vancouver; ospita le partite casalinghe della squadra di football canadese dei British Columbia Lions e di quella di calcio dei Vancouver Whitecaps. Ha ospitato le cerimonie di apertura e di chiusura dei XXI Giochi olimpici invernali e dei X Giochi paralimpici invernali, nonché alcuni incontri del Campionato mondiale femminile di calcio 2015.
Lo stadio è gestito dalla BC Pavilion Corporation (PavCo), una società pubblica di proprietà della provincia canadese della Columbia Britannica.
Dal 2016 è sede del Canada Sevens torneo di rugby a 7 facente parte del circuito internazionale World Rugby Sevens Series.

## Storia
Il BC Place sorge sulla riva settentrionale della False Creek, un'insenatura che separa il centro di Vancouver dal resto della città, nell'area scelta per ospitare l'Expo 1986. I lavori di costruzione cominciarono nel 1981 e furono completati in due anni, la cerimonia di inaugurazione dell'impianto si svolse infatti il 19 giugno 1983. Il giorno successivo fu ospitata la prima manifestazione sportiva: un incontro calcistico di NASL, fra i padroni di casa dei Vancouver Whitecaps e i loro rivali Seattle Sounders, richiamò allo stadio 60.342 spettatori, facendo segnare il tutto esaurito.
Il 15 agosto 1998 lo stadio ospitò un'edizione dell'American Bowl, un incontro promozionale fra squadre della NFL: i San Francisco 49ers sconfissero 24-21 i Seattle Seahawks.

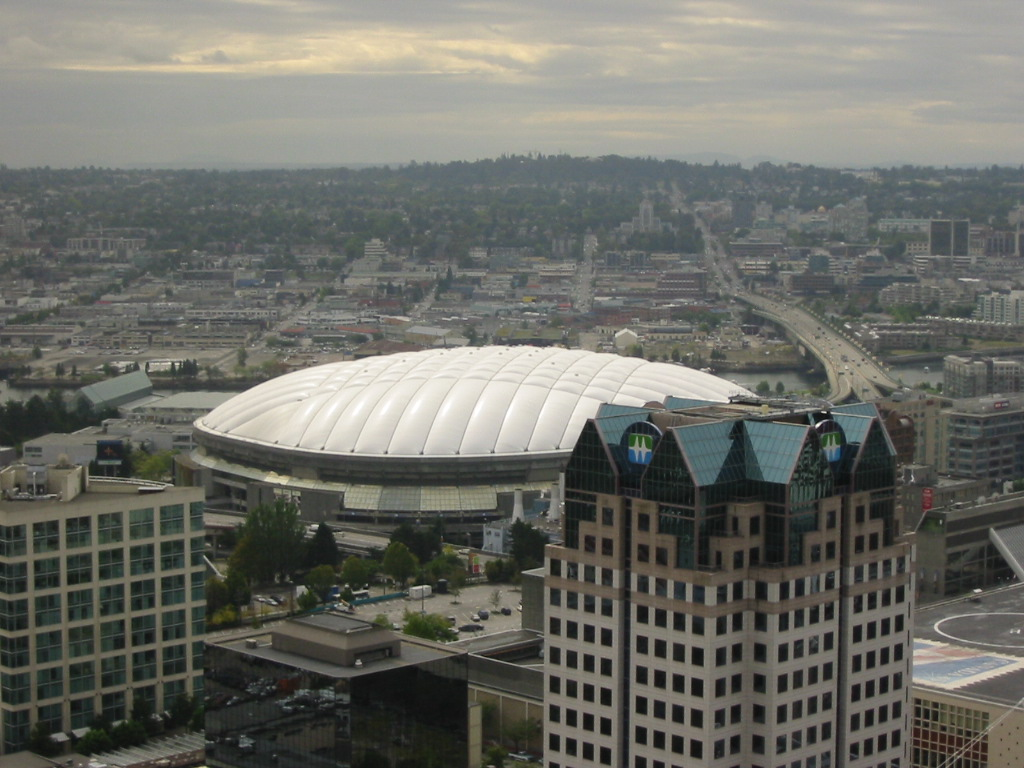
Lo stadio nel 2003, con ancora il tetto ad aria compressa

Lo stadio quando venne costruito era dotato di un tetto ad aria compressa, all'epoca il più grande del mondo di quel tipo, che copriva l'intera struttura. Il 5 gennaio del 2007 un accumulo di neve causò uno strappo in uno dei pannelli che componevano il tetto, causando la fuoriuscita dell'aria. L'intera copertura fu precauzionalmente sgonfiata, fino alla sostituzione del pannello danneggiato con uno provvisorio il 19 gennaio.
Quando fu assegnata a Vancouver l'organizzazione delle olimpiadi invernali del 2010, si decise di rinnovare e modernizzare il BC Place, che avrebbe ospitato le cerimonie di apertura e chiusura. I lavori furono suddivisi in due fasi: da maggio 2008 a ottobre 2009 furono sostituite le sedute, i bagni, i negozi e gli altri servizi presenti nell'impianto; soltanto al termine delle paralimpiadi, a partire dal maggio 2010, si provvide alla definitiva sostituzione del tetto ad aria compressa, al posto del quale venne costruito un tetto apribile sorretto da cavi. Le migliorie furono completate con la sostituzione del manto erboso artificiale con uno di ultima generazione. Il costo finale dell'intero processo di rinnovamento superò i 500 milioni di dollari canadesi. Il primo evento ospitato dopo la ristrutturazione fu una partita della squadra di football dei BC Lions, il 30 settembre del 2011.

## Caratteristiche

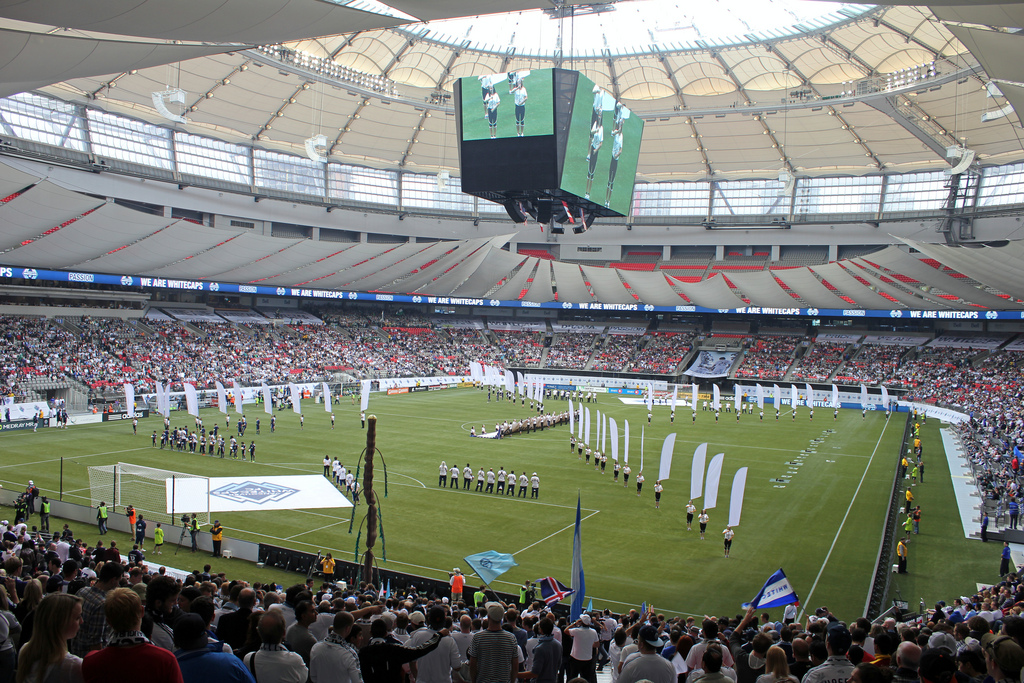
L'interno durante una partita dei Whitecaps, con i teloni a chiusura del secondo anello e il maxischermo centrale

Dopo la ristrutturazione avvenuta fra il 2009 e il 2011 la capienza dello stadio è stata ridotta a 54.320 spettatori. Al momento della sua inaugurazione l'impianto poteva ospitare fino a 60.342 persone. In occasione delle partite di calcio dei Whitecaps la capienza viene ulteriormente diminuita chiudendo l'anello superiore, il quale viene coperto da dei teli; la sola disponibilità dell'anello inferiore porta a una capienza massima di 22.120 spettatori, lievemente ritoccata al rialzo rispetto ai 21.000 sfruttati nelle stagioni calcistiche dal 2011 al 2015. Dal centro del tetto pende un megaschermo gigante.
Uno dei limiti della struttura è proprio il campo da gioco: non si tratta infatti di erba naturale ma di una superficie in Turf, una tipologia di erba sintetica non sempre apprezzata dai giocatori.
Il BC Place è facilmente raggiungibile grazie a una fermata della Metropolitana di Vancouver, lo SkyTrain, lungo la linea Expo. A poca distanza si trova anche l'approdo di Piazzale delle Nazioni degli Aquabus, i traghetti di servizio urbano della città.